# John Noel
John Baptist Lucius Noel (* 26. Februar 1890 in Newton Abbot, Devon und getauft auf den Namen Baptist Lucius Noel; † 12. März 1989) war ein britischer Bergsteiger, Fotograf, Filmemacher und Sachbuchautor.
Noels Vortrag vor der Royal Geographic Society im Jahre 1919 gilt als Ausgangspunkt für die drei britischen Expeditionen zum Mount Everest, die zwischen 1921 und 1924 stattfanden. Noel konnte zwar 1921 nicht an der britischen Erkundungsexpedition in die Region vor der Nordflanke des Mount Everest im Jahre teilnehmen. Der von dem italienischen Bergfotograf Vittorio Sella und dem englischen Filmemacher Herbert Ponting stilistisch geprägte Noel begleitete jedoch die britischen Mount Everest Expedition von 1922, die nach drei erfolglosen Besteigungsversuchen abgebrochen werden musste, als Fotograf und Filmemacher. Am bekanntesten ist Noel heute für seinen Film The Epic of Everest über die britische Mount Everest Expedition des Jahres 1924, die mit dem Tod von George Mallory und Andrew Irvine endete. Zusammen mit dem Film Climbing Mount Everest (1922) prägte Noel mit diesem Dokumentarfilm die filmische Darstellung der Bergsteigerei und trug wesentlich dazu bei, dass George Mallory zu einem britischen Nationalhelden wurde.

## Leben

### Familie und Ausbildung
John Noel war der drittjüngste Son von Colonel Edward Noel (1852–1917), einem der jüngeren Söhne von Charles Noel, 2. Earl of Gainsborough. Noel besuchte Schulen in der Schweiz, wo er seine Liebe zum Bergsteigen entdeckte. Er begleitete zeitweilig aber auch seinen Vater, einem Historiker und Armeeoffizier, wenn dieser im Rahmen seiner militärischen Laufbahn ins Ausland versetzt wurde. Noel kannte daher bereits als Jugendlicher Gibraltar, Indien und den Nahen Osten. Seine Mutter war Malerin und ermutigte ihren kunstinteressierten Sohn in Florenz Kunst zu studieren. Dem Einfluss seines Vaters ist es zu verdanken, dass er sich jedoch entschied, eine Ausbildung an der Royal Military Academy Sandhurst zu durchlaufen. Er schloss diese Ausbildung 1908 ab, änderte seinen Vornamen auf John und schloss sich dem East Yorkshire Regiment an, dass zu dem Zeitpunkt in Faizabad in Nordindien stationiert war. Versetzungen in diese Region waren unbeliebt, weil dieser Militärposten in einer sehr abgelegenen Region Indiens lag und in den Monaten von März bis Oktober die durchschnittlichen Tageshöchsttemperaturen zwischen 32 und 42 Grad Celsius lagen. Noel verband mit der Versetzung in diese Region auch die Hoffnung, dort ausreichend Zeit für sein Hobby, die Fotografie, zu haben und von dort aus in das Himalayagebiet reisen zu können.

### Tibeterkundung 1913

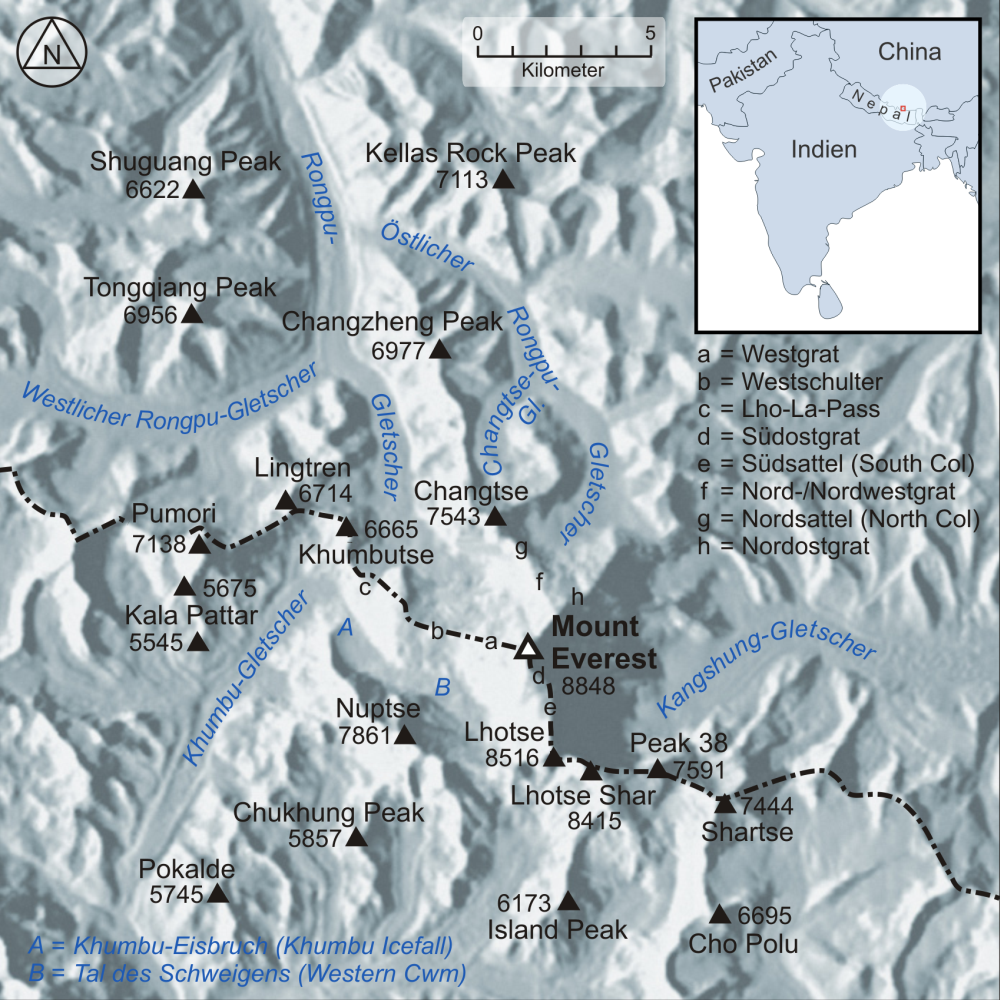
Karte des Mount Everest

Die Pläne, in die tibetische Region des Himalayas zu reisen, konnte Noel 1913 umsetzen. Sein ultimatives Ziel war dabei die Erkundigung der Region rund um den Mount Everest. Ohne von den sehr ähnlichen Anstrengungen seines Landsmannes Alexander Mitchell Kellas zu wissen, reiste er verkleidet als Einheimischer, lediglich begleitet von einem nepalesischen Sherpa und einem aus Nordindien stammenden Jugendfreund, heimlich in die Region des tibetischen Hochlandes. Er folgte dabei dem Flusstal der Tista und gelangte in Sichtweite des Mount Everest. Seine Maskerade als Einheimischer flog kurz danach auf und er wurde von tibetischen Verwaltungsbeamten gezwungen, nach Sikkim zurückzukehren. Noel kehrte 1913 oder 1914 auf Heimaturlaub nach Großbritannien zurück und lernte dort auch Kellas persönlich kennen, mit dem er wiederholt die Informationen verglich, die er während seiner Reise nach Tibet gesammelt hatte.

### Erster Weltkrieg
Noel befand sich noch auf Heimaturlaub in Großbritannien als der Erste Weltkrieg ausbrach. Er wurde dem King’s Own Yorkshire Light Infantry zugeordnet und schloss sich diesem Bataillon am 13. August 1914 in Dublin an, einen Tag, bevor es nach Frankreich verlegt wurde. Das Bataillon war bereits am 23. August in Mons in heftige Kämpfe verwickelt, am 26. August fielen 620 der dem Bataillon angehörenden Männer. Auf der offiziellen, in der Times vermeldeten Liste der Gefallenen, wurde auch Noel gemeldet. Er war tatsächlich jedoch in Kriegsgefangenschaft geraten, konnte aber fliehen, bevor er in ein Kriegsgefangenenlager überstellt wurde. Er benötigte 10 Tage, bis er am 5. September wieder die britische Frontlinie erreichte.
Noel wurde wenig später nach Großbritannien evakuiert, was normalerweise nur den sehr schwer Verletzten vorbehalten war. Es gibt einen Krankenbericht vom 14. September 1914, der deutlich macht, dass keine körperliche Verletzung vorlag, sondern dass ein schweres Kriegstrauma vorlag. Er kehrte erst nach zwei Monaten wieder an die Front zurück. Er war an dem Frontabschnitt, an dem in der sogenannten Zweiten Flandernschlacht deutsche Truppen in einer erneuten Offensive die Stellungen der Alliierten an der Westfront in Flandern zu durchstoßen versuchten und dabei unter anderem auch Chlorgas einsetzten. Noel wurde während der Angriffe verletzt und erneut nach Großbritannien evakuiert. Er wies so eindeutige Kriegstrauma auf, dass ein medizinischer Befund vom 3. August 1915 festhielt, dass es noch viele Monate dauern würde, bis er wieder hergestellt sei. Tatsächlich dauerte es fast zwei Jahre, bis er wieder für einsatzfähig erklärt wurde. Er wurde ab März 1917 als Ausbilder eingesetzt und kehrte erst im Februar 1918 an einen Frontabschnitt in Nordiran zurück.

### Rede vor der RGS 1919

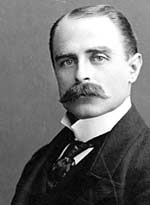
Francis Younghusband, einer der treibenden Kräfte hinter den britischen Mount-Everest-Expeditionen der 1920er Jahre

Noel war am 10. März 1919 Hauptredner einer Londoner Abendveranstaltung der Royal Geographical Society (RGS), die als Ausgangspunkt für die drei britischen Expeditionen der Jahre 1921 bis 1924 in die unmittelbare Region des Mount Everest angesehen wird. Unter den anwesenden Gästen befanden sich eine Reihe von britischen Bergsteigergrößen: Douglas Freshfield, John Percy Farrar, John Norman Collie, Alexander Mitchell Kellas und Francis Younghusband.
Noel knüpfte in seiner Rede vor der RGS an eine Grundüberzeugung vieler britischer Bergsteiger an:

„Nun da die Pole erreicht sind erscheint die Erforschung und Vermessung des Mount Everest als die nächstwichtige Aufgabe.“

Wie auf Veranstaltungen der RGS üblich, kommentierten angesehene Mitglieder seine Rede. Sowohl Freshfield als auch Kellas unterstützten Noels Vorschlag, dass der Mount Everest über eine Route, die über Kampa Dzong führte, erreichbar sei. Farrar sagte als Vorsitzender des britischen Alpine Clubs finanzielle Unterstützung für eine Expedition zum Mount Everest zu und versprach auch, dass es in ihren Reihen Bergsteiger gäbe, die zu einer Besteigung des Mount Everest in der Lage seien.

### Die Expedition von 1922
Noel war nicht Mitglied der britischen Erkundungsexpedition in das Mount Everest-Gebiet im Jahre 1921, da das britische Kriegsministerium nicht willens war, ihn von seinem Armeedienst freizustellen. Er wies die Expeditionsgruppe jedoch in die technischen Bedingungen des Fotografierens in diesen Höhenlagen ein. Die Expedition, der wie allen britischen Expeditionen vor dem Zweiten Weltkrieg nur ein Mount Everest-Zugang nur von Norden zur Verfügung stand, kehrte mit Ideen für eine mögliche Besteigungsroute nach Großbritannien zurück. Mallory war zu der Überzeugung gelangt, dass vom Lhakpa La aus eine gangbare Route zur Nordseite des Berges und weiter zum Gipfel bestand. Diese Route beginnt am Rongpu-Gletscher und verläuft dann über den einmündenden Östlichen Rongpu-Gletscher zunächst zum Nordsattel. Von dort aus ermöglichen der Nordgrat und der Nordostgrat den weiteren Aufstieg.

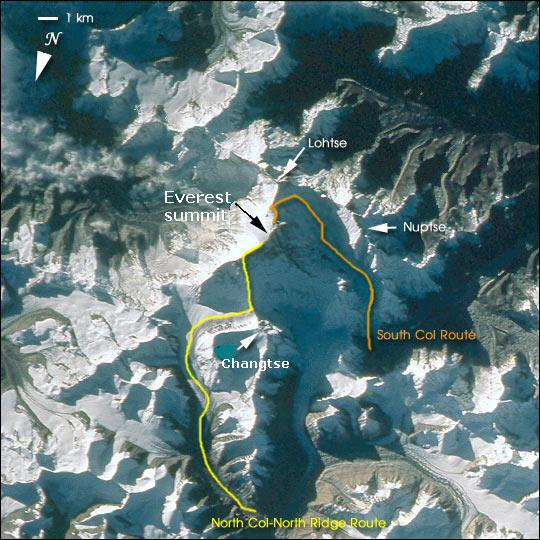
Die beiden Hauptrouten des Mount Everest, die 1922er Expedition versuchte den Aufstieg über die North-Col-North-Ridge-Route (gelb)

Noel quittierte im Verlauf des Jahres 1921 seinen Armeedienst und wurde Mitglied der Expedition von 1922. Es war die erste Expedition, die ausdrücklich die Erstbesteigung des Mount Everest zum Ziel hatte und die erste, bei der Sauerstoff aus Druckflaschen als Besteigungshilfe eingesetzt wurde. Noel fungierte bei dieser Expedition als Fotograf und Kameramann. Wie zuvor Vittorio Sella und Herbert Ponting nahm er an seiner Ausrüstung umfangreiche Anpassungen vor, um unter den spezifischen Expeditionsbedingungen fotografieren und filmen zu können. Dazu gehörte ein Zelt, das als Dunkelkammer verwendet werden konnte sowie ein für das Trocknen der Negative ein speziell entwickelter Herd, der mit Yak-Dung betrieben werden konnte. Die Filmkamera war nach dem Modell gebaut, die Ponting in der Antarktis verwendet hatte. Sie besaß unter anderem eine schützende Gummibedeckung, die verhindern sollte, dass sein Gesicht an der Kamera festfror.
Für die Reise durch Tibet lag die Genehmigungen des Dalai Lama Thubten Gyatsho vor. Von Darjieling aus führte die Route der Expedition über Kalimpong nach Phari Dzong und weiter nach Kampa Dzong, das am 11. April erreicht wurde. Anschließend ging es weiter nach Shekar Dzong, um dann von Norden her zunächst das Rongpu-Kloster und anschließend den für das Basislager vorgesehenen Platz zu erreichen. Um sich besser zu akklimatisieren und um sich bei der vorherrschenden Kälte selbst warmzuhalten, wechselten die Teilnehmer der Expedition oft zwischen Reiten und Wandern. Am 1. Mai 1922 erreichte die Gruppe das Basislager am Rande des Rongpu-Gletschers. Nach zwei gescheiterten Besteigungsversuchen endete die Expedition am 7. Juni 1922 mit einem schweren Unglück beim dritten Versuch. Dabei wurde ein Teil der Bergsteiger sowie eine größere Gruppe von Trägern von einem abgehenden Schneebrett erfasst. Sieben der Träger kamen dabei ums Leben.
Der Film, den Noel während der Expedition gedreht hatte, gehörte neben den Vortragsreisen von den beiden an der Expedition beteiligten Bergsteigern George Mallory und George Ingle Finch zu den Maßnahmen, mit denen die RGS unter der britischen Bevölkerung für eine erneute Besteigung warben. Climbing Mount Everest lief zehn Wochen lang in der Philharmonic Hall in London und war nach einer misslungenen Premiere und dem nachträglichen Hinzufügen von Musik ein großer Erfolg.
Die Mitglieder der Expedition erhielten für ihre Leistungen den Prix olympique d’alpinisme bei den Olympischen Winterspielen von 1924. Allen britischen Teilnehmern der Expedition wurde von Pierre de Coubertin persönlich je eine vergoldete Silbermedaille verliehen.

### Die Expedition von 1924

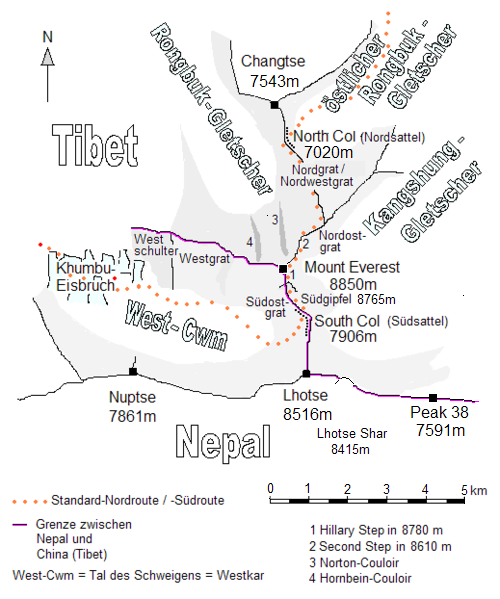
Karte des Mount Everest mit markanten Punkten, die Expedition 1924 versuchte den Aufstieg von Norden

Nach der Rückkehr des Expeditionsteams nach Großbritannien reichten die Vorbereitungszeit und vor allem die finanziellen Mittel aber nicht mehr aus, auch im Jahr 1923 eine Expedition zu entsenden. Während der Expedition wurden drei Besteigungsversuche unternommen. Der erste scheiterte früh an der Mitarbeit der Träger, den zweiten brach Edward Norton auf Grund der späten Uhrzeit ab, er erreichte aber mit 8573 m eine neue Rekordhöhe für Bergsteiger. Beim dritten und letzten Besteigungsversuch verschwanden die Bergsteiger George Mallory und Andrew „Sandy“ Irvine. Bis heute wird darüber spekuliert, ob sie den Gipfel erreicht hatten.
Noel hatte 1924 eine Privatfirma gegründet, die die Foto- und Filmrechte an dieser Expedition erwarb und damit auch zu ihrer Finanzierung beigetragen. Insgesamt standen Noel 14 Kameras zur Verfügung, darunter auch ein kleines, taschengroßes Modell, dass die Bergsteiger mit auf den Gipfel nehmen sollten. Noel begleitete den letzten Aufstieg mit seiner Spezialkamera bis auf den Nordgrat (North Col) in Höhe von 7000 Metern. Eine kurze Notiz von George Mallory an Noel ist der letzte Kontakt, die die nicht am Aufstiegsversuch beteiligten Expeditionsmitglieder mit Mallory hatten. Mallory schrieb an Noel in seiner letzten Botschaft:
Lieber Noel,
wir werden morgen (am 8.) vermutlich sehr früh aufbrechen, um klares Wetter zu haben. Es wird nicht zu früh sein, um 8 p.m. nach uns Ausschau zu halten, entweder beim Queren des Felsbandes unter der Gipfelpyramide oder beim Aufstieg am Grat.
Ihr
G Mallory

### Nach 1924
Das Verschwinden von George Mallory und Andrew Irvine gab dem Film The Epic of Everest eine dramatische Note, der Film wurde jedoch trotzdem kein kommerzieller Erfolg.
Noel brachte eine Gruppe von tibetischen Mönchen nach London, die vor den Aufführungen tanzten. Der Auftritt dieser „tanzenden Lamas“ stellte aus tibetischer Sicht einen Verstoß gegen religiöse Gebräuche dar und wurde seitens Tibet als Affront begriffen. Die sogenannte Affair of the Dancing Lamas belastete für mehr als ein Jahrzehnt diplomatischen Beziehungen zwischen Tibet und Großbritannien. In Tibet trug sie dazu bei, dass die politischen Traditionalisten an Einfluss gewannen und die Reformen des 13. Dalai Lama unterminierten.
Noel veröffentlichte 1927 das Sachbuch Through Tibet to Everest (dt. durch Tibet zum Everest), das seine Reisen in dieser Region zum Thema hatte. Er reiste außerdem in Nordamerika und hielt dort Vorträge über seine Reiseerlebnisse. Nach der erfolgreichen Erstbesteigung des Mount Everest im Jahre 1953 durch Edmund Hillary und Tenzing Norgay hielt Noel erneut Vorträge über seine Erlebnisse in dieser Region. Seine Filmaufnahmen und Fotografien wurden in einer großen Reihe von Filmen und Fernsehsendungen verwendet, die sich mit dieser Erstbesteigung auseinandersetzten. In seinen späteren Jahren widmete Noel sich der Restaurierung alter Häuser. Er starb fast 100-jährig am 12. März 1989.

## Veröffentlichungen von John Noel
- How to Shoot with a Revolver, London: Forster Groom, 1918. [Riling 1865]
- The Automatic Pistol, London: Forster Groom, 1919. [Riling 1881]
- Through Tibet to Everest, 1927